# Pesaro và Urbino (tỉnh)
Tỉnh Pesaro và Urbino (Tiếng Ý: Provincia di Pesaro e Urbino) là một tỉnh ở vùng Marche của Ý. Tỉnh lỵ là thành phố Pesaro. Tỉnh này giáp San Marino.
Tỉnh này có diện tích 2.892 km², tổng dân số là 351.216 người năm 2001. Có 67 đô thị (tiếng Ý:comuni) ở trong tỉnh này  Lưu trữ ngày 7 tháng 8 năm 2007 tại Wayback Machine, xem các đô thị của Tỉnh Pesaro và Urbino.

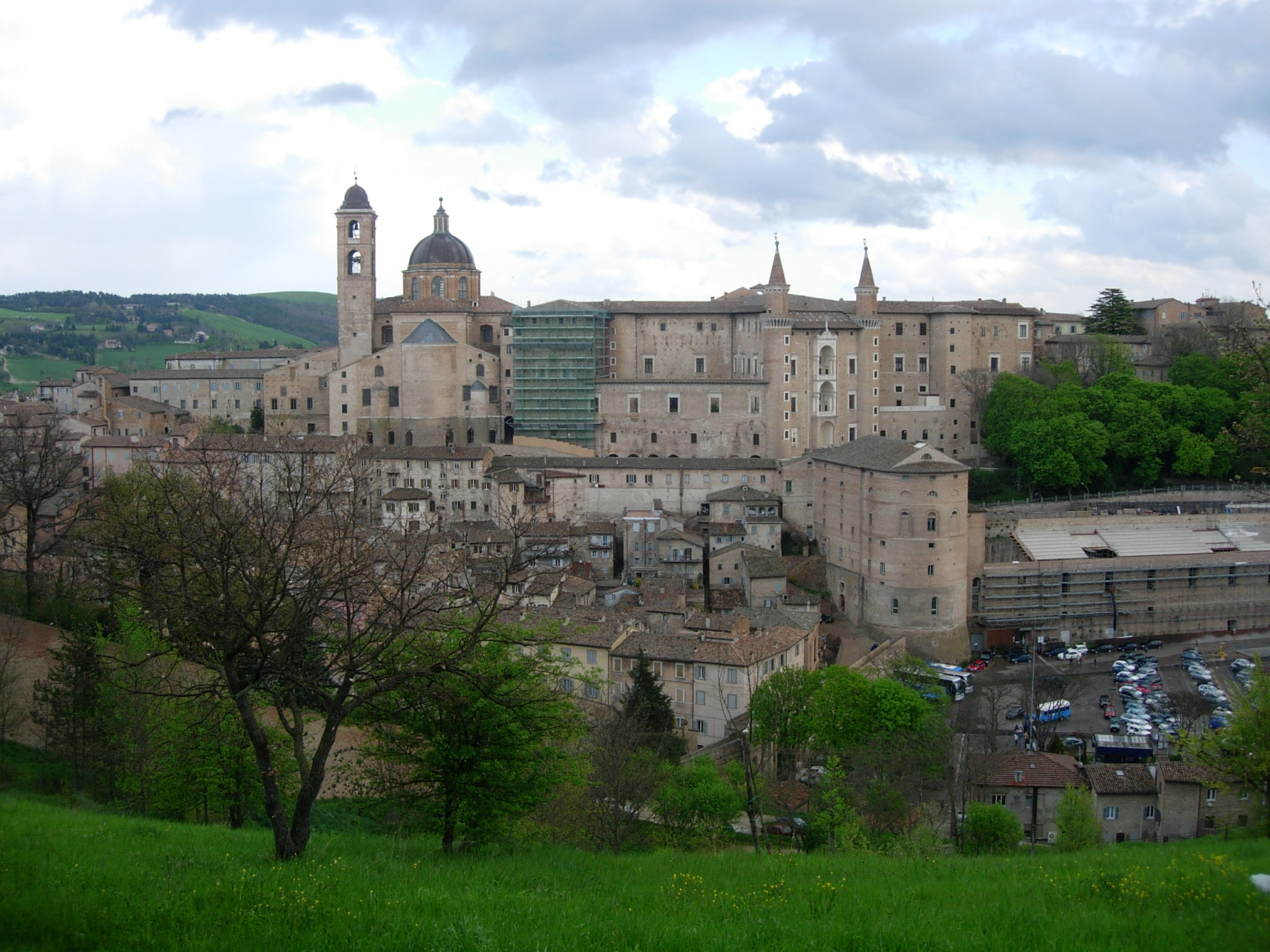
Phố cổ Urbino.

Vào thời điểm ngày 31 tháng 5 năm 2005, các đô thị chính xếp theo dân số là:
| Đô thị                 | Dân số |
| ---------------------- | ------ |
| Pesaro                 | 91.977 |
| Fano                   | 62.106 |
| Urbino                 | 15.377 |
| Mondolfo               | 11.504 |
| Fossombrone            | 9.687  |
| Cagli                  | 8.975  |
| Fermignano             | 8.155  |
| Sant'Angelo in Lizzola | 7.709  |
| Cartoceto              | 7.105  |
| Novafeltria            | 6.978  |
| Pergola                | 6.828  |
| Urbania                | 6.780  |
| Tavullia               | 6.032  |
| Montelabbate           | 5.917  |
| Saltara                | 5.705  |
| Colbordolo             | 5.680  |
| Gabicce Mare           | 5.639  |
| Lunano                 | 1.232  |